# 파이널 스페이스
《파이널 스페이스》(Final Space)는 올랜 로저스가 기획한 미국의 스페이스 오페라 성인 애니메이션이다. 이 시리즈는 우주 비행사 게리와 그의 외계인 친구들이 파이널 스페이스의 수수께끼를 풀기 위해 은하계 사이를 누비는 모험을 다룬다.

## 에피소드
| 시즌 | 시즌 | 회수 | 방송 날짜       | 방송 날짜       |
| 시즌 | 시즌 | 회수 | 시즌 시작       | 시즌 종료       |
| ---- | ---- | ---- | --------------- | --------------- |
|      | 1    | 10   | 2018년 2월 15일 | 2018년 5월 7일  |
|      | 2    | 13   | 2019년 6월 24일 | 2019년 9월 23일 |
|      | 3    | 13   | 2021년 3월 20일 | 2021년 6월 14일 |

## 제작

### 기획
올랜 로저스는 2010년 중반에 기획하고 있던 10부작 웹 애니메이션 시리즈 《게리 스페이스》(Gary Space)의 첫 번째 편을 자신의 유튜브 채널에 업로드했다.